# Papa Luci II
Luci II (nom de bateig Gerardo Caccianemici dall Orso) (* Bolonya, ? - † Roma, 15 de febrer de 1145) va ser Papa de l'Església Catòlica del 1144 al 1145. Gerardo Caccianemici va ser consagrat papa el 12 de març del 1144.
Abans de la seva elecció va ser canonge a Bolonya, fins a ser nomenat cardenal de la Santa Creu de Jerusalem per Honori II per a qui va ocupar en un primer moment el càrrec de tresorer i després el de legat papal a Alemanya, càrrec que també va exercir sota el pontificat d'Innocenci II aconseguint que el rei Lotari III de Saxònia enviés dues expedicions a Itàlia en suport al papa en el seu enfrontament amb l'antipapa Anaclet II.
El fet més rellevant del seu curt pontificat va ser l'enfrontament amb el moviment comunal encapçalat per Arnaldo da Brescia que pretenia que el poder civil de Roma passés del papa al poble romà i entre les mesures del qual es troba la recuperació de l'antic lema Senatus Populus Que Romanus (S.P.Q.R) tant als edificis com en les monedes.
Temorós d'aquest retall dels seus poders, Luci II decideix dissoldre el Senat, cosa que provoca una revolta popular encapçalada per Giordano Pierleone, germà de l'antipapa Anaclet II, que nomenant-se patrici constitueix un nou Senat al Capitoli.
Luci II sol·licita, en va, ajuda a l'emperador Conrad III per la qual cosa decideix enfrontar-se només, amb un petit exèrcit, contra el poder del Senat. En l'assalt al Capitoli va ser ferit per una pedra que li provocarà la mort el 15 de febrer de 1145.
Les profecies de Sant Malaquies es refereixen a aquest papa com inimicus expulsus (l'enemic expulsat), cita que fa referència al seu cognom Caccianemici (caccia = caçar), ([e]nemici = enemics).